# Statenverkiezingen Curaçao 2002
Op 18 januari 2002 vonden in Curaçao verkiezingen plaats voor de kiesgroep Curaçao van de Staten van de Nederlandse Antillen.

## Deelnemende partijen
| Lijst | Partij       | Lijsttrekker            |
| ----- | ------------ | ----------------------- |
| 1     | DP           | Errol Hernandez         |
| 2     | MAN          | Kenneth Gijsbertha      |
| 3     | PAN          | D.M. Domacassé-Lebacs   |
| 4     | FOL          | Anthony Godett          |
| 5     | P100         | A. Clarinda             |
| 6     | C-93         | Stanley Brown           |
| 7     | ORDU         | J.A.M. Bakhuis-Trinidad |
| 8     | B.B.B. Sigur | Bochi Cardose           |
| 9     | PLKP         | Errol Cova              |
| 10    | PNP          | Suzanne Römer           |
| 11    | PAR          | Etienne Ys              |

## Uitslag
De uitslag werd bekendgemaakt door het Hoofdstembureau Curaçao.

### Opkomst
|                          | 2002    | 2002  |
| # stemmen                | %       |       |
| ------------------------ | ------- | ----- |
| Kiesgerechtigden         | 111.136 |       |
| Niet opgekomen           | 42.988  | 38,68 |
| Opkomst                  | 68.148  | 61,32 |
| Blanco/ongeldige stemmen | 997     | 1,46  |
| Geldige stemmen          | 67.151  | 98,54 |

### Stemmen en zetelverdeling
| Partij       | 2002      | 2002  | 2002   |
| Partij       | # stemmen | %     | zetels |
| ------------ | --------- | ----- | ------ |
| FOL          | 18.383    | 27,38 | 5      |
| PAR          | 16.443    | 24,49 | 4      |
| PNP          | 10.706    | 15,94 | 3      |
| PLKP         | 9.695     | 14,44 | 2      |
| MAN          | 4.174     | 6,22  | 0      |
| O.R.D.U.     | 2.969     | 4,42  | 0      |
| C-93         | 2.382     | 3,55  | 0      |
| DP           | 1.903     | 2,83  | 0      |
| P100         | 273       | 0,41  | 0      |
| PAN          | 117       | 0,17  | 0      |
| B.B.B. Sigur | 106       | 0,16  | 0      |
| Totaal       | 67.151    | 100   | 14     |